# Hans Gottlob Rühle
Hans Gottlob Rühle (* 18. September 1949) in Stuttgart ist ein deutscher Richter und Lyriker.

## Werdegang

### Jurist und Arbeitsrichter
Der Sohn eines Maurers legte 1970 das Abitur in Fellbach ab und studierte Rechtswissenschaften sowie Politik und Wirtschaftswissenschaften an den Universitäten Tübingen und Marburg/Lahn von 1971 bis 1975. Im Oktober 1975 legte er das erste juristische Staatsexamen und im September 1978 das zweite juristische Staatsexamen ab.
1978 nahm er seinen Dienst als wissenschaftlicher Mitarbeiter am Bundesarbeitsgericht in Kassel auf. Er war dort im Betriebsrentensenat bis zum Februar 1982 beschäftigt.
Ab März 1982 war er als Richter am Arbeitsgericht, ab Juni 1986 außerdem als Direktor des Arbeitsgerichts Marburg/Lahn tätig.
Nach der Auflösung und Zusammenlegung der mittelhessischen Arbeitsgerichte zum neuen Arbeitsgericht Gießen wirkte Rühle ab 2012 am Arbeitsgericht Gießen als Richter und stellvertretender Direktor bis zu seinem Ruhestand 2014 am Aufbau des neuen, vergrößerten Gerichts mit.
Weitere Schwerpunkte der juristischen Tätigkeiten Rühles lagen im Bereich der Referendarausbildung und der Schulung von Betriebsräten sowie ehrenamtlichen Richtern.
Außerdem ist er Autor zahlreicher arbeitsrechtlicher Veröffentlichungen. Im Sinne der „Volksbildung“, die ihm ein Anliegen war, veröffentlichte er von 1986 bis 2015 Arbeitsrechtsbeiträge regelmäßig als Kolumne in diversen Tageszeitungen, z. B. in der Magdeburger Volksstimme und der Oberhessischen Presse. Darüber hinaus veröffentlichte er in arbeitsrechtlichen Fachzeitschriften und nahm Buchpublikationen vor.

### Ausstellungsmacher und Kunstförderer
Seit Juni 1986 führte Rühle regelmäßig und ohne Unterbrechungen bis zur Auflösung des Gerichts im Dezember 2014 Kunstausstellungen im Arbeitsgericht Marburg durch. Er stattete darüber hinaus alle Sitzungssäle des Gerichts flächendeckend mit Kunst aus. Damit erregte er überregionales Aufsehen. So wurde Rühle wegen seiner Aktivitäten schon 1987 von Alfred Biolek in die TV-Sendung "Mensch Maier" gebeten, um dort das Gericht vorzustellen.
Im Zuge der Erweiterung des Gerichts in ein Kulturzentrum führte Rühle nicht nur arbeitsrechtliche Vortragsveranstaltungen durch, sondern auch verschiedene Kulturevents. So wurden über mehrere Jahre zusammen mit dem Hessischen Landestheater Marburg im großen Sitzungssaal Gerichtsstücke verschiedener Autoren von den Schauspielern des Theaters zusammen mit Rühle als Richter aufgeführt.

### Lyriker
Rühle hat mehrere Gedichtbände zusammen mit bildenden Künstlern veröffentlicht und diverse Dichterlesungen bzw. Happenings gemeinsam mit bildenden und musizierenden Künstlern durchgeführt.

## Ehrungen
- 1987 Gewinner des „Goldenen Maier“ bei Alfred Biolek
- 2000 Verleihung des „Goldenen Pegasus“, eines regionalen Kunstvereins, wegen Verdiensten um die Kunstförderung
- 2011 Ehrenurkunde zum 25. Dienstjubiläum als Gerichtsvorstand in der Arbeitsgerichtsbarkeit durch den Präsidenten des Hessischen Landesarbeitsgerichts Peter Bader
- 2012 Ehrenurkunde vom Poko-Institut Münster wegen 25-jähriger Tätigkeit in der Fortbildung von Betriebsräten

## Veröffentlichungen
- Dieterich/Rühle, Betriebliche Altersversorgung bei Direktzusagen, 1984/85, in: Handbuch der betrieblichen Altersversorgung, Forkel-Verlag, Wiesbaden
- Die Insolvenzsicherung in der betrieblichen Altersversorgung, 1986, in: Handbuch der betrieblichen Altersversorgung, Forkel-Verlag, Wiesbaden
- Günter Schaub/Rühle, Guter Rat im Arbeitsrecht, 3. Auflage, Beck-Rechtsberater, Deutscher Taschenbuchverlag, München, ISBN 3-423-05600-2.
- Organisation und Aufgaben des Pensions-Sicherungs-Vereins, 1986, in: Handbuch der betrieblichen Altersversorgung, Forkel-Verlag, Wiesbaden.
- Arbeit und Recht, Festschrift für Albert Gnade, 1992, Bund-Verlag, Köln, hrsg. von Wolfgang Däubler u. a., Der Abbau von Überversorgung in der betrieblichen Altersversorgung.
- Beseler/Bopp/Rühle, Betriebsrat und soziale Angelegenheiten, 1995, Rieder-Verlag Münster, ISBN 3-931 165-20-5.
- Aktuelles Arbeitsrecht I, Hitzeroth-Verlag, Marburg 1994/1998, 2. Auflage, ISBN 3-896 16-201-2.
- Aktuelles Arbeitsrecht II, Verlag Johann August Koch, Marburg 1996, ISBN 3-924269-73-4.
- Indienreise – Eine Reise in das Innere, Hans Gottlob Rühle – Gedichte, Jan Maria Dondeyne – Malerei, 1999.
- Orplid, mein Land, Hans Gottlob Rühle – Gedichte, Jan Maria Dondeyne – Malerei, 2004, Atelier Druck GmbH, ISBN 3-88132-366-X
- In jener Zeit, Hans Gottlob Rühle – Gedichte, Jan Maria Dondeyne – Malerei, 2000, Atelier Druck GmbH, ISBN 3-88132-365-1
- Aus uns selbst, Hans Gottlob Rühle – Gedichte, Axel Wellinghoff – Fotografie, 2012

| Personendaten    | Personendaten       |
| ---------------- | ------------------- |
| NAME             | Rühle, Hans Gottlob |
| KURZBESCHREIBUNG | deutscher Jurist    |
| GEBURTSDATUM     | 18. September 1949  |
| GEBURTSORT       | Stuttgart           |